# Lilliputien
Pour les articles homonymes, voir Lilliputien (homonymie).

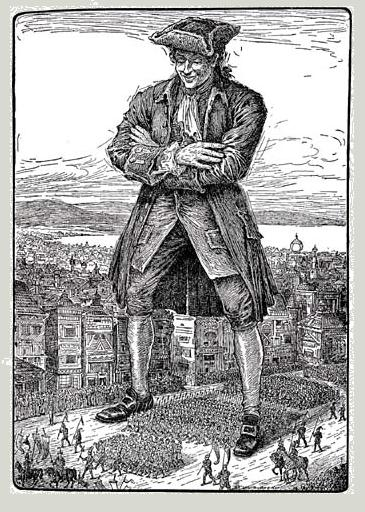
Gulliver inspectant l'armée des Lilliputiens. Illustration de Louis Rhead dans l'édition anglaise de 1913.

Un Lilliputien (li.li.py.sjɛ̃) est un habitant de très petite taille de l'île de Lilliput, pays imaginaire décrit par Jonathan Swift dans le roman Les Voyages de Gulliver.

## Description
Dans l'œuvre de Swift, les Lilliputiens mesurent six pouces de haut — moins de quinze centimètres — et parlent une langue inconnue. Ils vivent dans une société très bien organisée et s'opposent dans le premier voyage de Gulliver aux Blefusciens, habitants de Blefuscu, l'île voisine de Lilliput.
Le peuple des Lilliputiens est un portrait satirique de la société anglaise du XVIIe siècle et de sa monarchie ; leur opposition aux Blefusciens est une métaphore sur l'opposition entre les Anglais et les Français de l'époque.

## Histoire du terme
En anglais, Lilliputian a pour base le mot Little, qui signifie « petit ».
Le terme « Lilliputien » est introduit dans la langue française en 1727 avec la première traduction de l'œuvre de Swift par l'abbé Desfontaines. La première utilisation du mot hors d'un contexte swiftien est le fait de Diderot en 1765, qui désigne ainsi « celui qui est minuscule, insignifiant ». L'adjectif apparaît en 1779.

## Autres utilisations
Par extension, « lilliputien » est un adjectif signifiant « de petite taille » et peut être utilisé de nombreuses façons dans ce sens.
C'est pourquoi ils ont été aussi appelés « nains harmonieux » (en effet, ils ne souffrent pas de nanisme car ils conservent des proportions harmonieuses). On parle également de « nain hypophysaire », car leur production d'hormone de croissance est altérée au cours du développement. 
En russe, le terme « лилипут »  (liliput) veut dire nain.